# Rada Billerová
Rada Billerová nepřechýleně Biller (rusky Рада Биллер, rozená Raisa Čachmachčevová, rusky Раиса Чахмахчева * 1930/1931, Baku, SSSR - 11. září 2019, Hamburk) byla ruská ekonomická geografka a spisovatelka žijící v Německu. Psala prozaické texty v rodném ruském jazyce.

## Život

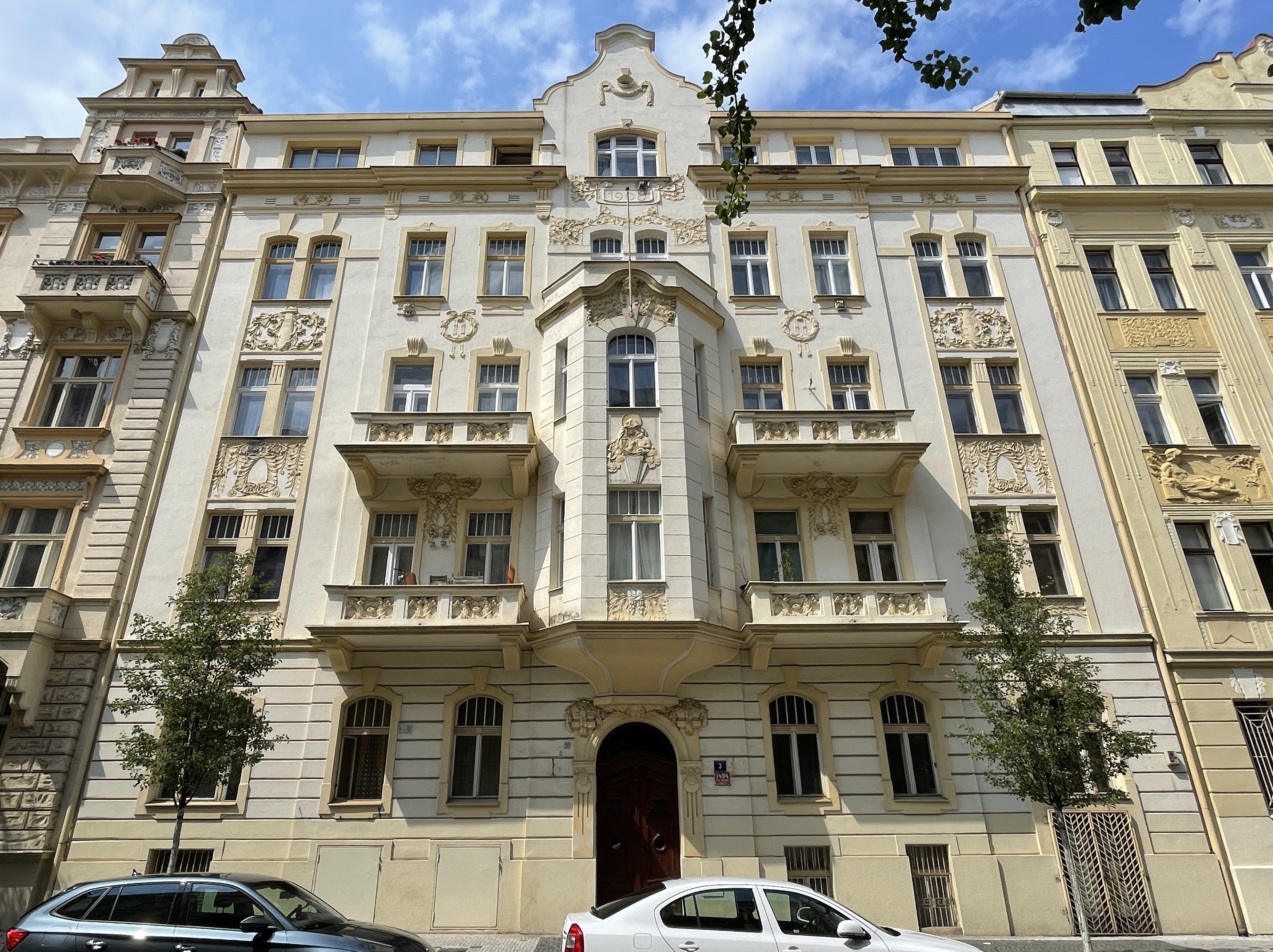
Secesní činžovní dům v Praze v Krkonošské ulici č. 3, kde žili manželé Billerovi a jejich syn.

Raisa Čachmachčevová se narodila v roce 1930 nebo 1931 v Baku, hlavním městě Ázerbájdžánu, v tehdejší Zakavkazské SFSR. Její matka byla Židovka a otec Armén.
V roce 1937 se rodina přestěhovala do Moskvy. Velkou vlasteneckou válku prožila v Baškirsku a Stalingradu. Po válce vystudovala ekonomickou geografii na Moskevské státní univerzitě a poté pracovala jako geografka a ekonomka.
Seznámila se se Semjonem-Jevsejem Billerem (* 1931 v Kuncevu u Moskvy - červenec 2017 v Hamburku), jehož rodiče pocházeli z Čech. V prosinci 1954 se jim v Moskvě narodila dcera Elena (Lappinová).
V 50. letech 20. století rodina opustila Sovětský svaz a přestěhovala se do Československa. Bydleli v Praze na Vinohradech v ulici Krkonošské. V roce 1960 se jim narodil syn Maxim Biller, později německý spisovatel.
Necelé dva roky po potlačení Pražského jara, v dubnu 1971, emigrovala rodina Billerových do Hamburku, kde Semjon Biller dostal práci jako překladatel a tlumočník. V Hamburku dělala Raisa výzkum v Institutu pro zahraniční obchod a zámořskou ekonomiku na Hamburské univerzitě a napsala několik vědeckých monografií.
Už v 60. letech začala psát prozaické skicy, povídky a paměti v rodném ruském jazyce. Jako spisovatelka debutovala ve věku asi 72 let autobiografickým románem Melonenschale (Melounová slupka), který v roce 2003 vydalo nakladatelství Berlin Verlag. Druhé vydání vyšlo v knihkupectvích nakladatelstvím Piper Verlag v roce 2005. V roce 2007 následoval román Lina und die anderen (Lina a ti druzí) a v roce 2011 sbírka povídek Meine sieben Namen und ich (Mých sedm jmen a já). Rada Billerová byla dlouholetou členkou Hamburské židovské obce.
Rada Billerová zemřela ve věku 88 let v Hamburku, kde žila pět desetiletí. Pohřeb se konal na Novém židovském hřbitově v Praze, kde byla pohřbena po boku svého manžela Semjona-Jevseje Billera, který ze byl pochován v létě 2017.

## Beletrie
- Melonenschale. Lebensgeschichten der Lea T. Autobiographischer Roman. Berlin Verlag, Berlin 2003, ISBN 978-3-8270-0359-1; zweite Auflage: Piper Verlag, Berlin 2005, ISBN 978-3-8333-0299-2.
  - rusky: Arbuznaja korka. Avtobiografičeskij Roman. (Арбузная корка). Izdat. Ol’ga Krylova, Praha 2012.
  - česky: Melounová slupka. Autobiografický román. Novela bohemica, Praha 2013.
- Lina und die anderen. Roman. Berlin Verlag, Berlin 2007, ISBN 978-3-8270-0703-2.
- Meine sieben Namen und ich. Erzählungen. Berlin Verlag, Berlin 2011, ISBN 978-3-8270-0990-6.

## Monografie
jako Raisa Tchakhmakhtcheva / Raisa Čachmachčeva
- s Andreasem Wass von Czege: Die sowjetische Außenhandelsbürokratie. Struktur, Entscheidungsprozess, Verhalten. Lucius & Lucius, Stuttgart 1997 - druhé vydání; Gustav Fischer Verlag, Stuttgart 1982, ISBN 978-3-437-40123-7
- s Andreasem Wassem von Czege: Organisatorische Verhaltensdeterminanten der sowjetischen Außenwirtschaftsträger. Institut pro zahraniční obchod a zámořskou ekonomiku na univerzitě v Hamburku, Hamburg 1979, DNB 810368528
- Kommunikationssystem und Entscheidungsverhalten im sowjetischen Westhandel. Der außenwirtschaftliche Entscheidungsablauf als Verhaltensdeterminante. Hamburg 1980, DNB 550567526
- jako spoluautor: Entscheidungsprozesse in sozialistischen Wirtschaftsbürokraten bei Interaktionen mit marktwirtschaftlich strukturierten Ländern. Institut pro zahraniční obchod a zámořskou ekonomiku na univerzitě v Hamburku, Hamburk 1981, DNB 820539198
- s Andreasem Wass von Czege: Reformen in der sowjetischen Außenhandelsorganisation. Ziele, Ansatzpunkte und Probleme. Institut pro zahraniční obchod a zámořskou ekonomiku na univerzitě v Hamburku, Hamburg 1981, DNB 820031496